# International Powered Access Federation
Die International Powered Access Federation (kurz: IPAF) ist ein nach englischem Recht eingetragener Verein bzw. eine Non-Profit-Organisation. Der Verband entstand 1983 durch die Fusion der Verbände International Federation of Hydraulic Platform Manufacturers und International Work Platform Association. Die IPAF hat ihren Hauptsitz im Vereinigten Königreich und unterhält lokale Niederlassungen in Spanien, Italien, Deutschland, den Niederlanden, der Schweiz, Chile und Singapur.
Zu ihren Mitgliedern zählen Hersteller, Verleihunternehmen, Händler, Bauunternehmen, Schulungszentren und Anwender. Die Organisation soll weltweit den sicheren und effizienten Einsatz von Höhenzugangstechnik (z. B. Hebebühnen, Hubarbeitsbühnen) fördern und stellt hierfür technische Beratungsmöglichkeiten und Informationen (z. B. in Form von Normen) zur Verfügung. Die Mitglieder der IPAF betreiben den Großteil der weltweiten Arbeitsbühnen-Mietflotte und stellen etwa 85 % des weltweiten Maschinenparks her.
Der englische Begriff powered Access (deutsch kraftgetriebener Zugang) im Namen des Verbandes soll auf die Spezialisierung auf kraftgetriebene, mobile Arbeitsbühnen hinweisen und die Verbandsziele abgrenzen in Bezug auf Leitern, Flurfördergeräte oder Hebezeuge für Güter.
Eine der wichtigsten Dienstleistungen der IPAF ist die Konzipierung und Lizenzierung von Sicherheitsschulungen für Bediener, Vorführer und Ausbilder, welche durch registrierte und geprüfte Schulungszentren angeboten werden. Nach Abschluss der für die verschiedenen Typen von Arbeitsbühnen konzipierten Kurse erhalten die Prüflinge eine Powered Access Licence (PAL-Karte).